# Karl Imfeld (Bildhauer)
Karl Imfeld (* 27. Februar 1953 in Lungern) ist ein Schweizer Bildhauer. Er arbeitet in Holz und in Stein.

## Leben
Imfeld wuchs in dem Dorf Lungern im Kanton Obwalden auf, in dem die Bildhauerei eine ausgeprägte Tradition hat. Er absolvierte dort von 1968 bis 1972 eine Holzbildhauerlehre, anschliessend erlernte er die Steinbearbeitung. 1972 führte ihn ein Studienaufenthalt nach Locarno zu Remo Rossi. Von 1973 bis 1974 besuchte er die Kunstakademie Wien beim Plastiker Fritz Wotruba. Seit 1974 ist er als freischaffender Bildhauer tätig und hat sein Atelier in Lungern, wo er auch mit seiner Familie lebt.
Im Oktober 2019 wurde Imfeld als Vertreter der CSP Obwalden in den Lungerer Gemeinderat, die Exekutive Lungerns, gewählt.

## Werk

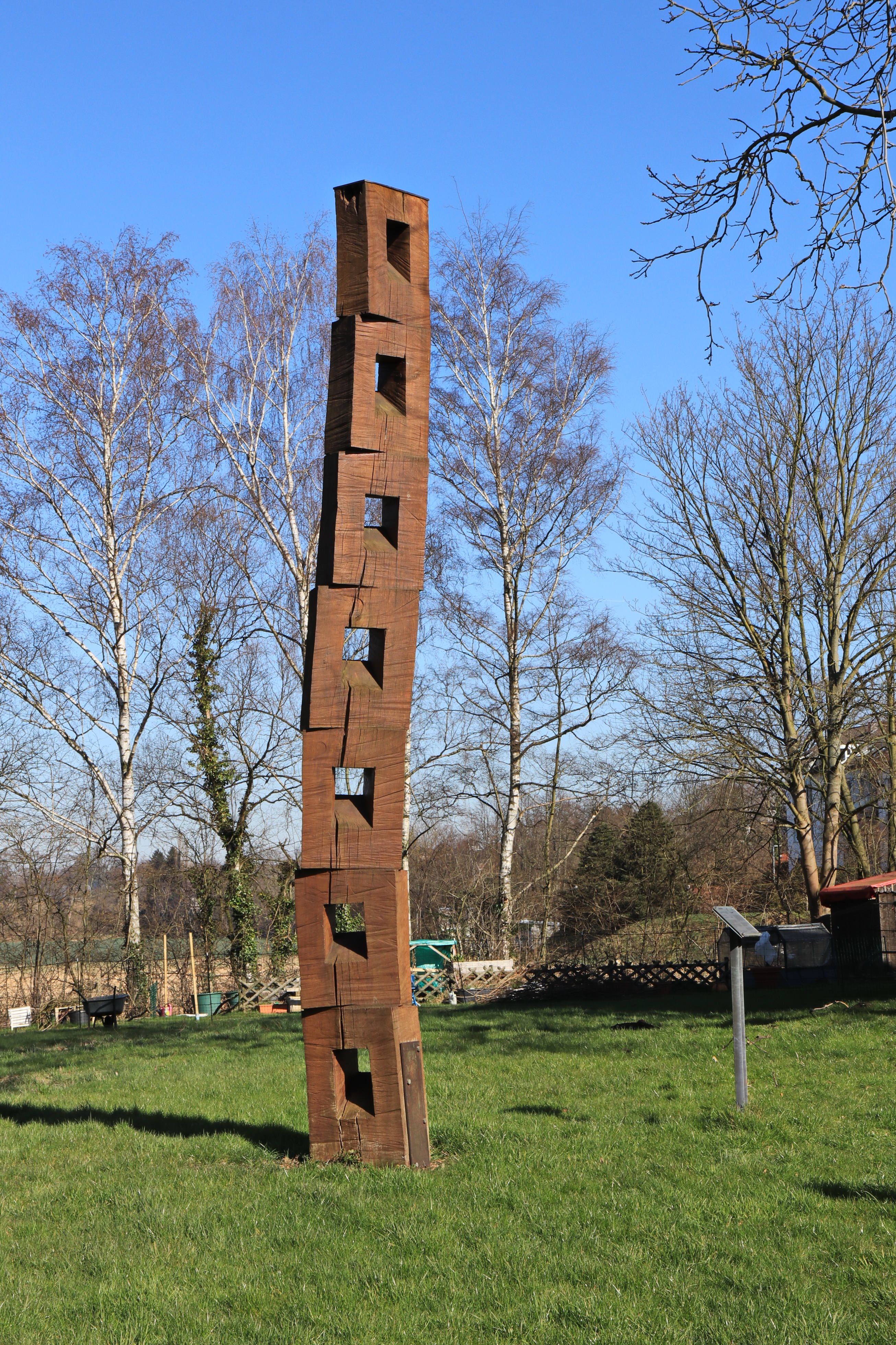
Skulptur «Jakobsleiter» (Ergste, 2002)

Karl Imfeld schafft Skulpturen in Stein und Holz, auch in Metall und Glas. Seine Tätigkeitsbereiche sind Kunst am Bau, Platzgestaltung, Brunnen und Skulpturen. Viele seiner Werke sind im öffentlichen Raum installiert, so beispielsweise profane Arbeiten in Oberarth (Brunnen), Schwyz (Stahlskulptur) und Sarnen (Relief) sowie sakrale Arbeiten in Aarau, Ahrensburg, Bern, Courtepin, Egerkingen, Frankfurt, Lüchow, Murten, Nürnberg, Siegen, Stansstad, Witten und Zürich. Zwischen 2003 und 2008 organisierte Imfeld in Lungern sechs Künstlersymposien unter dem Titel Kunst-Werk-Woche, zu denen er jeweils Künstler der Gemeinschaft künstlerisch arbeitender Christen Das Rad e.V. einlud. Imfeld gestaltet auch Grabmale und gilt als einer der bedeutendsten Obwaldner Grabmalkünstler.

## Imfeldcubi
Imfeld entwickelte die Idee der Imfeldcubi, einer im Grundsatz kubischen, jedoch nicht regulär rechteckigen Form, aus der er auch eine Möbellinie entwickelte. Die minimalistischen Elemente lassen sich zu zahlreichen Formen kombinieren. Imfeld stellte die Imfeldcubi 2010 auf mehreren Möbelmessen vor.

## Ausstellungen (Auswahl)
- 1975 Biel, Schweizerische Plastik Ausstellung
- 1976 Vira Gambarogno
- 1977 Altdorf (Einzelausstellung)
- 1980 Luzern, Basel
- 1982 Vira Gambarogno
- 1987–1988 Wanderausstellung «Vom Turm zum Brunnen»
- 1988 Basel (Art 88 Basel), Luzern
- 1990 Vira Gambarogno, Weinheim
- 1991 Zug, Brig, Cham
- 1992–1993 Wanderausstellung «Das Rad» in Deutschland und der Schweiz
- 1995 Nürnberg
- 1996 Zug, Galerie Werner Bommer
- 1998 Medebach, Limburg, Lungern
- 1999 Glattfelden, Gnadenthal
- 2000 Expo 2000 Hannover, Loccum, Volkenroda (Thüringen)
- 2001 La Roche
- 2002 Mainz, Bayrisches Staatsministerium München
- 2003 Galerie Mazzara, Riehen/Basel; Lungern
- 2009 Galery Hergiswyl: Skulpturen & Lichtobjekte, mit Melchior Imboden.[8]
- 2011 Skulpturen und Designobjekte, Dallenwil[9]
- 2013 Naturgeschaffene Gegenstände aus Stein und Holz: «Licht und Schatten», Stansstad, Sust, Einladung der Kulturkommission Stansstad.[10]

## Auszeichnungen (Auswahl)
- 1973–1975 Eidgenössisches Kunststipendium
- 1974 Ehrenurkunde des Kantons Schwyz
- 2001 Internationaler Wettbewerb «Granit im öffentlichen Raum», Aicha, 5. Preis
- 2013 Qualitätszeichen des Verbandes Schweizer Bildhauer- und Steinmetzmeister (VSBS)[11]